# Джаз на Дніпрі
«Джаз на Дніпрі» — музичний фестиваль, що проходив у Дніпропетровську в 1987, 1988, 1990 та з 1999 по 2006 роки. Попередником цього фестивалю можна вважати фестивалі «Юність» (1968—1971, 1973 роки) та «Джаз-81», -82 та -83, що також проходили в Дніпропетровську. Організаторами фестивалю виступали Дніпропетровська облдержадміністрація та Гуманітарний фонд «Слов'янський світ»

## Історичне тло

### Радянські роки
Перший джаз-клуб в Дніпропетровську відкрився 1961 року — в кафе «Чиполліно». Тут починали свій творчий шлях згодом відомі саксофоністи Володимир Коновалець та Юрій Біленко, контрабасист Валерій Куцінський, барабанщик Юрій Генбачев, Олександр Куценко. 1965 року створюється біг-бенд під управлінням Володимира Марховського в Дніпропетровському гірничому інституті, а в 1967 року — біг-бенд «Автострада» під керівництвом Аркадія Мирзояна. 1967 в Дніпропетровську був відкритий другий джаз-клуб — при молодіжному кафе-клубі « Мрія» Південного машинобудівного заводу. У 1969 році в Дніпропетровську був створений біг-бенд «ЗКЛ-69», що наступного року був визнаний найкращим біг-бендом України.
На початку 1968 року актив джаз-клубу спільно з міськкомом комсомолу почав підготовку до першого в Дніпропетровську фестивалю джазової музики, який відбувся у квітні того ж року. Фестиваль джазової музики «Юність-68» проходив у залі інституту Укргіпромезу. Протягом 1968-71 років завдяки щорічним фестивалям у Дніпропетровську виступили найкращі джазові колективи з СРСР, переважно з міст Росії, України та прибалтійських республік.
На початку 1970-х, коли інтерес до джазу в СРСР витісняється рок-музикою та вокально-інструментальними ансамблями, джазові клуби Дніпропетровська зазнають занепаду, а після 1973 року фестиваль «Юність» вже не проводився. Наприкінці 1970-х відродження джазу на Дніпропетровщині пов'язане з діяльністю Обласного об'єднання музичних ансамблів та дискотек, керівниками якого були Ю. А. Макаревич і Н. П. Кобзар. Завдяки цій організації ряд джазових колективів були атестовані як професійні, а в 1981 вдається відродити фестивальний рух і провести у місті всесоюзні фестиваль «джаз-81», а у наступні роки «джаз-82» і «джаз-83», останній сумісно з Дніпропетровським відділенням Спілки композиторів
Після 4-річної перерви 1987 року молодіжний клуб «Мрія» ПО «Південмаш» організовує фестиваль «Джаз на Дніпрі». Географія учасників фестивалю розширюється і охоплює практично весь СРСР від Західної України до Далекого Сходу.

### У роки незалежності
У 1990-ті роки складна економічна ситуація не дозволила проводити джазові фестивалі, проте в місті створювались дитячі джазові колективи, В 1994—1996 один із засновників дніпропетровського джаз-клубу Володимир Задонцев організовує цикл з близько 150 радіопередач, а 1996 за підтримки фонду «Відродження» був проведений військовий фестиваль джазової музики «Джаз в погонах», концерти якого проходили в приміщенні Національного центру аерокосмічної освіти молоді.
1999 року Агентство «DAVIS-ART» відроджує фестиваль «Джаз на Дніпрі», його директором стає російський музикант Андрій Коднаков. З 2000 року фестиваль отримує статус міжнародного, проте брали участь в ньому майже виключно музиканти Росії та України. 2005 року ведучим фестивалю був Олексій Коган. Концерти проводились у театрі ім. Горького.

## Публікації
- Юрий Степаненко: Днепропетровск на уровне «Мирового джаза» («Полный джаз», № 40 (184), 2002) (рос.)
- Ольга Кізлова: «Свінг по-дніпропетровськи». Відбувся XIII фестиваль «Джаз на Дніпрі» («День», № 196, п'ятниця, 29 жовтня 2004)
- Ольга Кизлова: «Звезды — это не всегда лучшие музыканты». Михаил Митропольский о джазе, авангарде и таланте («День», № 197, суббота, 30 октября 2004) (рос.)
- Ольга Коржова: «Российский джаз на Днепре» («Джаз-квадрат») (рос.)